# USS Anthony (DD-515)
USS Anthony (DD-515) là một tàu khu trục lớp Fletcher được Hải quân Hoa Kỳ chế tạo trong Chiến tranh Thế giới thứ hai. Nó là chiếc tàu chiến thứ hai của Hải quân Mỹ được đặt theo tên Thượng sĩ William Anthony (1853–1899), người tham gia Chiến tranh Tây Ban Nha-Hoa Kỳ. Nó hoạt động cho đến hết Thế Chiến II, ngừng hoạt động năm 1946, được chuyển cho Tây Đức năm 1959 và phục vụ cùng Hải quân Tây Đức như là chiếc Zerstörer 1 (D170), ngừng hoạt động năm 1976 và bị đánh chìm như một mục tiêu năm 1979. Anthony được tặng thưởng bảy Ngôi sao Chiến trận và danh hiệu Đơn vị Tưởng thưởng Hải quân do thành tích phục vụ trong trong Thế Chiến II.

## Thiết kế và chế tạo
Anthony được đặt lườn tại xưởng tàu của hãng Bath Iron Works Corp. ở Bath, Maine vào ngày 17 tháng 8 năm 1942. Nó được hạ thủy vào ngày 20 tháng 12 năm 1942; được đỡ đầu bởi cô Alice Anthony và cô Frances Anthony, các cháu nội của Thượng sĩ William Anthony; và nhập biên chế vào ngày 26 tháng 2 năm 1943 dưới quyền chỉ huy của Hạm trưởng, Thiếu tá Hải quân Blinn Van Mater.

## Lịch sử hoạt động

### 1943
Anthony khởi hành vào ngày 26 tháng 3 năm 1943 cho chuyến đi chạy thử máy huấn luyện đến vịnh Guantánamo, Cuba, và quay trở về Boston Massachusetts vào ngày 27 tháng 4 để đại tu sau thử máy. Nó đi đến Norfolk, Virginia, rồi lại khởi hành từ Hampton Roads vào ngày 10 tháng 5 để đi sang Mặt trận Thái Bình Dương. Sau khi băng qua kênh đào Panama, nó gia nhập Hạm đội Thái Bình Dương và đi đến Trân Châu Cảng vào ngày 31 tháng 5. Sau hai tháng huấn luyện tích cực, nó rời vùng biển Hawaii vào ngày 5 tháng 8 hộ tống một đoàn tàu vận tải, đi ngang qua Pago Pago, Samoa để đến đảo Efate, New Hebride, và thả neo tại Efate vào ngày 27 tháng 8.
Anthony trải qua nhiều tuần lễ sau đó thực hành huấn luyện, và đến cuối tháng 10, nó tham gia cùng các tàu khu trục khác trong việc hộ tống các tàu chở quân đến quần đảo Solomon cho cuộc đổ bộ lên Bougainville. Nó đã tham gia bắn pháo chuẩn bị, rồi canh phòng trong khi binh lính Thủy quân Lục chiến tấn công lên các bãi đổ bộ trong vịnh Nữ hoàng Augusta vào ngày 1 tháng 11. Chiếc tàu khu trục đi đến vịnh Purvis, đảo Florida vào ngày 3 tháng 11, nhưng quay trở lại Bougainville vào ngày 8 tháng 11 để tăng cường cho lực lượng hải quân Hoa Kỳ ngoài khơi hòn đảo này. Chịu đựng nhiều đợt không kích nặng nề của đối phương, nó không chịu thiệt hại nào trong khi bảo vệ các tàu vận chuyển chất dỡ tiếp liệu. Nó đi đến Tulagi vào ngày 15 tháng 11, bắt đầu hộ tống tàu bè chở binh lính và tiếp liệu đến nhiều nơi trong khu vực quần đảo Solomon.

### 1944
Nhịp điệu này bị phá vỡ vào ngày 20 tháng 1 năm 1944, khi Anthony được lệnh đi đến eo biển Bougainville, nơi nó chạm trán với nhiều tàu nhỏ Nhật Bản, và đã phá hủy một pháo hạm cùng nhiều sà lan, trước khi quay trở lại nhiệm vụ hộ tống. Nó lên đường vào ngày 15 tháng 2, hộ tống một đội tàu đổ bộ LST đi đến các điểm đổ bộ trên đảo Green, Papua New Guinea. Mặc dù nó được phân công hỗ trợ hỏa lực, lực lượng Hoa Kỳ đổ bộ lên bờ chỉ gặp phải sức kháng cự yếu ớt. Sau một đợt nghỉ ngơi ngắn tại vịnh Purvis, chiếc tàu khu trục lên đường vào ngày 23 tháng 2, tham gia bắn phá các công sự phòng thủ vững chắc của đối phương tại Rabaul trên đảo New Britain. Sau đó trong tháng 3, nó bảo vệ cho cuộc đổ bộ lên Emirau trước khi phục vụ hộ tống cho nhiều chuyến tiếp liệu giữa Guadalcanal và Emirau.
Vào ngày 24 tháng 4, Anthony được phân về một lực lượng đặc nhiệm thiết giáp hạm. Nó hộ tống cho New Mexico (BB-40), Idaho (BB-42) và Pennsylvania (BB-38) đi Australia. Các tàu chiến Hoa Kỳ đi đến Sydney vào ngày 29 tháng 4, và sau một tuần nghỉ ngơi, chiếc tàu khu trục nhổ neo vào ngày 6 tháng 5 để quay trở về vịnh Purvis.
Sau một giai đoạn huấn luyện ngắn, Anthony cùng đội đặc nhiệm của nó lên đường vào ngày 2 tháng 6 cho cuộc tấn công lên quần đảo Mariana. Họ đi đến Kwajalein vào ngày 8 tháng 6 để tiếp nhiên liệu trước khi tiếp tục đi về phía Tây. Đến ngày 14 tháng 6, chiếc tàu khu trục bắn phá Saipan, rồi sang ngày hôm sau bảo vệ cho các tàu chiến khác trong cuộc đổ bộ lên Saipan. Sang ngày 16 tháng 6, nó bắn phá Guam; rồi được phân về Lực lượng Đặc nhiệm 58, lực lượng đặc nhiệm tàu sân bay nhanh, làm nhiệm vụ bảo vệ cho các tàu sân bay và giải cứu các phi công bị bắn rơi.
Đến ngày 8 tháng 7, Anthony bắt đầu bắn pháo quấy phá Guam, tiếp nối trong nhiều ngày. Sau khi được thay phiên, nó đi đến Eniwetok để tiếp nhiên liệu và tiếp liệu; rồi quay trở lại hoạt động ngoài khơi Guam vào ngày 21 tháng 7, làm nhiệm vụ tuần tra chống tàu ngầm.
Vào ngày 10 tháng 8, Anthony được lệnh đi đến Hawaii, ghé qua chặng dừng tại Eniwetok trước khi đi đến Trân Châu Cảng vào ngày 20 tháng 8. Nó đi vào ụ tàu để sửa chữa, rồi thực tập huấn luyện ngoài khơi Maui. Nó lên đường đi Ulithi vào ngày 15 tháng 9, tiến vào vũng biển vào ngày 3 tháng 10, rồi không lâu sau đó lại lên đường quay trở về vùng bờ Tây Hoa Kỳ.
Không lâu sau khi quay về đến San Francisco, California vào ngày 25 tháng 10, Anthony đi vào Xưởng hải quân Mare Island để đại tu. Nó rời xưởng tàu vào ngày 13 tháng 12 để đi đến San Diego, nơi con tàu huấn luyện ôn tập trong một tuần lễ. Nó rời vùng bờ Tây vào ngày 20 tháng 12 cùng một đoàn tàu vận tải để hướng sang khu vực quần đảo Hawaii, đi đến Trân Châu Cảng vào ngày 30 tháng 12, nơi nó chuẩn bị cho chiến dịch đổ bộ tiếp theo lên Iwo Jima

### 1945
Anthony và các tàu khác tham gia cuộc tấn công lên đường vào ngày 27 tháng 1 năm 1945, ghé qua Eniwetok và Guam trên đường đi. Nó được phân công vào thành phần hộ tống các tàu vận tải chuyên chở lực lượng dự bị. Chiếc tàu khu trục tiến hành bắn phá bờ biển và bắn phá quấy rối ban đêm ngoài khơi Iwo Jima cho đến ngày 6 tháng 3, khi nó lên đường đi Philippines.
Anthony thả neo tại vịnh San Pedro vào ngày 13 tháng 3, và bắt đầu chuẩn bị cho chiến dịch đổ bộ tiếp theo lên Okinawa. Nó rời vùng biển Philippine vào ngày 27 tháng 3, và đi đến ngoài khơi Okinawa vào ngày 1 tháng 4. Ngoại trừ một chuyến đi đến Ulithi, chiếc tàu khu trục ở lại vùng biển tuyến đầu đầy nguy hiểm chung quanh hòn đảo bị tranh chấp, làm nhiệm vụ bắn pháo hỗ trợ, hộ tống và cột mốc radar canh phòng cho đến cuối tháng 6. Con tàu chịu đựng nhiều cuộc không kích của Nhật Bản và đã bắn rơi năm máy bay đối phương. Vào ngày 27 tháng 5, máy bay tấn công cảm tử Kamikaze đã nhắm vào Anthony và tàu chị em Braine (DD-630); và sau khi Braine bị hai chiếc máy bay tự sát đâm trúng, Anthony đã giúp cứu vớt những người sống sót rồi kéo con tàu bị hư hại rút lui về Kerama Retto.
Đang khi đảm trách vai trò cột mốc radar canh phòng, Anthony lại là mục tiêu của một cuộc tấn công tự sát khác vào ngày 7 tháng 6. Chiếc máy bay Kamikaze đâm sượt theo mạn trái con tàu, làm thủng một lổ trên lườn tàu và hư hại mạn trái tàu. Năm người đã nhảy xuống hay bị hất tung xuống nước, nhưng tất cả đều được cứu vớt. Nó tiếp tục làm nhiệm vụ cho đến ngày 24 tháng 6, khi nó lên đường quay trở về Leyte, Philippines để bảo trì. Con tàu khởi hành vào ngày 13 tháng 7 để càn quét chống tàu bè đối phương ngoài khơi bờ biển Trung Quốc tại khu vực giữa Phúc Châu và Ôn Châu. Sau khi ghé qua Okinawa để tiếp liệu và tiếp nhiên liệu, nó tiến hành một đợt càn quét khác vào ngày 26 tháng 7 tại khu vực cửa sông Dương Tử, rồi quay trở về Okinawa vào ngày 1 tháng 8, hoạt động từ căn cứ này cho đến khi xung đột kết thúc.
Anthony khởi hành vào ngày 7 tháng 9 để hỗ trợ cho hoạt động chiếm đóng tại Nhật Bản, tiến hành các hoạt động quét mìn ngoài khơi Nagasaki và Sasebo, rồi thả neo tại Sasebo vào ngày 29 tháng 9. Nó lên đường quay trở về nhà vào ngày 17 tháng 11, ghé qua Midway và Trân Châu Cảng trước khi về đến San Diego. Không lâu sau đó, nó lên đường đi sang vùng bờ Đông, băng qua kênh đào Panama và đi đến Charleston, South Carolina. Nó được đại tu tại Xưởng hải quân Charleston để chuẩn bị ngừng hoạt động, và được cho xuất biên chế và đưa về lực lượng dự bị vào ngày 17 tháng 4 năm 1946.

## Zerstörer 1(D170), 1958–1972
Vào ngày 17 tháng 1 năm 1958, chiếc tàu khu trục được chuyển cho Cộng hòa Liên bang Đức mượn, và phục vụ cùng Hải quân Đức như là chiếc Zerstörer 1. Nó được trả lại vào tài sản Hoa Kỳ, đồng thời được rút khỏi danh sách Đăng bạ Hải quân Hoa Kỳ vào ngày 15 tháng 4 năm 1972, để rồi được chính thức bán cho Tây Đức vào ngày 27 tháng 6 năm 1972 để tháo dỡ làm nguồn phụ tùng. Nó ngừng hoạt động năm 1976, và bị tàu ngầm U-29 (S178) đánh chìm như một mục tiêu thực tập ngư lôi tại Địa Trung Hải vào ngày 16 tháng 5 năm 1979.

## Phần thưởng
Anthony được tặng thưởng bảy Ngôi sao Chiến trận và danh hiệu Đơn vị Tưởng thưởng Hải quân do thành tích phục vụ trong Thế Chiến II.